# Campeonato Brasileiro Série A
Série A (neslužbeno zvana i Brasileirão) je prva liga Brazila koja uključuje 20 klubova. Liga je osnovana 1959. godine.

## Klubovi Série A
Trenutno u Série A igraju 20 klubova:
| - Atlético M. - Atlético P. - Avaí - Botofago - Barueri | - Corinthians - Coritiba - Cruzeiro - Flamengo - Fluminense | - Goiás - Grêmio - Internacional - Náutico - Palmeiras | - Santo André - Santos - São Paulo - Sport Recife - Vitória |

## Naslovi prvaka
| Klub          | Fed. država       | Broj naslova |
| ------------- | ----------------- | ------------ |
| Palmeiras     | São Paulo         | 8 naslova    |
| Santos        | São Paulo         | 8 naslova    |
| São Paulo     | São Paulo         | 6 naslova    |
| Flamengo      | Rio de Janeiro    | 6 naslova    |
| Corinthians   | São Paulo         | 4 naslova    |
| Vasco         | Rio de Janeiro    | 4 naslova    |
| Fluminense    | Rio de Janeiro    | 4 naslova    |
| Internacional | Rio Grande do Sul | 3 naslova    |
| Grêmio        | Rio Grande do Sul | 2 naslova    |
| Cruzeiro      | Minas Gerais      | 2 naslova    |
| Bahia         | Bahia             | 2 naslova    |
| Botafogo      | Rio de Janeiro    | 2 naslova    |
| Atlético-MG   | Minas Gerais      | 1 naslov     |
| Atlético-PR   | Paraná            | 1 naslov     |
| Coritiba      | Paraná            | 1 naslov     |
| Guarani       | São Paulo         | 1 naslov     |
| Sport         | Pernambuco        | 1 naslov     |

## Vanjske poveznice
- Službena stranica